# Черешнев, Григорий Яковлевич
Григорий Яковлевич Черешнев (29 января [10 февраля] 1874, Прасковея, Ставропольская губерния — 14 ноября 1944) — русский и советский композитор.

## Биография
В 1893—1899 годы учился в Московской консерватории по классам фортепиано и теории (у С. И. Танеева). С 1899 года работал в «Московских ведомостях».
Похоронен в Москве на Введенском кладбище (22 уч.).

## Творчество
Автор фортепианные пьес, пьес для скрипки и виолончели, романсов; широко известна его песня на стихи А. В. Кольцова «Ах ты, степь моя, степь привольная».